# Mateo de Arana
Mateo de Arana (valle de Aramayona, fl. 1756 - 1802) fue un maestro arquitecto.
El 21 de septiembre de 1756 entra como donado "...para el oficio de cantero..." en el monasterio de Santa María de la Vid donde permanecerá el resto de su vida. Los superiores del cenobio pronto confiaron en él y le encomendaron diferentes misiones como representante de la comunidad para solucionar problemas legales.
El 11 de enero de 1802 firma el desapropio donde se da cuenta de los bienes utilizados hasta ese momento. Lo concluye con una velada queja al abad del centro por el trato recibido:

“Suplico a mi prelado que por amor a Dios no me capitule por propietario ni me tenga por tal, esto consiste en que en largo tiempo he notado que tienen poco cuidado en nuestra religión en darles a los donados lo necesario para su medianamente pasar y si a esto se junta tener que comprar algún instrumento de su oficio mucho menos se hallará.”

## Primera referencia documentada
Su primera actividad arquitectónica se encuentra entre 1764 y 1766. El obispado le pide, junto con otros profesionales, que reconozca la ermita de Nuestra Señora de la Vega en San Juan del Monte y dictamine las operaciones necesarias. El Tribunal Eclesiástico escoge el proyecto de Arana. La construcción es contratada por Francisco de Iturrior, encargándose Mateo de Arana de examinar el trabajo y tasar las mejores. 

### En 1770
En este año Arana firma las condiciones para la ejecuciónb de la nave de la epístola de la iglesia parroquial de Vadocondes, consistente en prolongar la capilla lateral del Santo Cristo hasta los pies. Acompañaba, también, la memoria para llevar a cabo una nueva portada. Al tener un presupuesto reducido, el hermano de Arana traza una obra maestra. Los responsables de la iglesia comprenden que esta portada no realzaría la fábrica y encomiendan otro plan al maestro que había contratado la nave, Manuel Isas Virivil. Mateo de Arana revisa el diseño de este artífice vasco aprobándolo.

### En 1771
Contestó el cuestionario enviado por el geógrafo de Carlos III, don Tomás López, al monasterio de Santa María de la Vid. Arana, en su respuesta , adjunta un mapa de situación con sus correspondientes anotaciones explicativas. Este es, sin duda, uno de los testimonios gráficos más interesantes recogidos por don Tomás López referente a la provincia de Burgos. En él , el monasterio de Santa María de la Vid es el centro del pequeño microcosmos que rodea el cenobio, alrededor del cual giraba la existencia del propio Arana.
Un año más tarde , el monasterio de San Pedro en Gumiel de Izán solicita su presencia para inspeccionar y reconocer un lienzo del claustro, así como todos los sectores que amenazaban ruina.

### En 1773
Se ocupó, junto a fray Pablo Bugallo, de examinar la obra efectuada por Virivil en el temblo parroquial de Vadocondes. Dos años después el cenobio premostratense pide un censo para poder terminar el ambicioso programa de ampliaciones que estaba acometiendo. En este documento señalan “…que hoy se halla el convento con el maestro de obras religioso que le ha criado y tiene idea formada de ellas…” Aunque no consta de la autoriía del proyecto , que incluía el refectorio, segundo piso del claustro y pabellones de celdas, podemos suponer, ante esta información, que el hermano de Arana fue el encargado de dirigir y supervisar los trabajos. Tal hecho explicaría, por otra parte, las limitadas noticias referentes a su actividad profesional hasta la conclusión de las obras en el monasterio.
Del mismo modo , es posible pensar que después de llevar cierto tiempo trabajando en el cenobio, ocupación que le permitiría por otra parte alcanzar gran prestigio en la comarca 

### En 1776
Terminan las reformas de la abadía premonstratese, lleva a cabo el plan para la presa del molino propiedad de don Diego de Ron en Peñaranda de Duero. Entre este año y 1779 acude dos veces a la iglesia de Fuentenebro con objeto de revisar la renovación de la carpintería que estaba ejecutando Juan de Escorial. También durante el mismo período realiza la traza para la llamada capilla de la Virgen en la iglesia de San Juan del Monte que será evaluada posteriormente por el propio Arana.

### En 1779
Tasa la fabricación del presbiterio y crucero de la iglesia parroquial de Aranda. Aunque conserva, todavía, algunos rasgos del lenguaje barroco, observamos nuevas soluciones en la composición arquitectónica. La valoración del edificio en el conjunto del espacio urbano anuncia el neoclasicismo. Todo ello nos permite definir al hermano de Mateo de Arana como un profesional dentro de la dialéctica arquitectónica de la segunda mitad del Setecientos y cuyo trabajo supuso un elemento de ruptura en el barroco de tradición popular arraigado a la comarca.

### En 1776
Año en el que terminan las reformas de la abadía premonstratense, lleva a cabo el plan para la presa del molino propiedad de don Diego de Ron en Peñaranda de Duero. Entre este año y 1779 acude dos veces a la iglesia de Fuentenebro con objeto de revisar la renovación de la carpintería que estaba ejecutando Juan de Escorial. También durante el mismo periodo realiza la trapazara la llamada capilla de la Virgen en la iglesia de San Juan del Monte que será evaluada posteriormente por el propio Arana. En 1779 tasa la fabricación del presbiterio y crucero de la iglesia parroquial de Aranda. Aunque conserva, todavía, algunos rasgos propios del lenguaje barroco, observamos nuevas soluciones en la composición arquitectónica. La valoración del edificio en el conjunto del espacio urbano anuncia el neoclasicismo .
Todo ellos nos permite definir al hermano Mateo de Arana como un profesional dentro de la dialéctica arquitectónica de la segunda mitad del Setecientos y cuyo trabajo supuso un elemento del ruptura en el barroco de tradición popular arraigado en la comarca.